# Sēlija

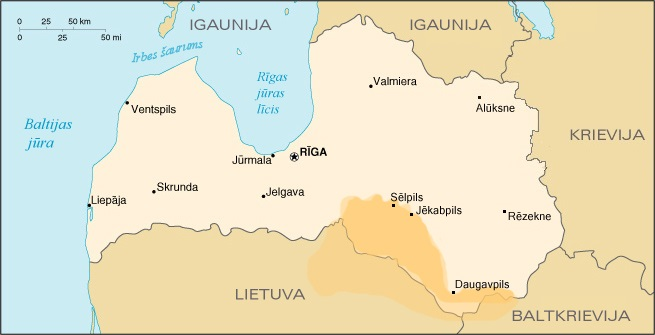
A szelének történelmi szállásterülete

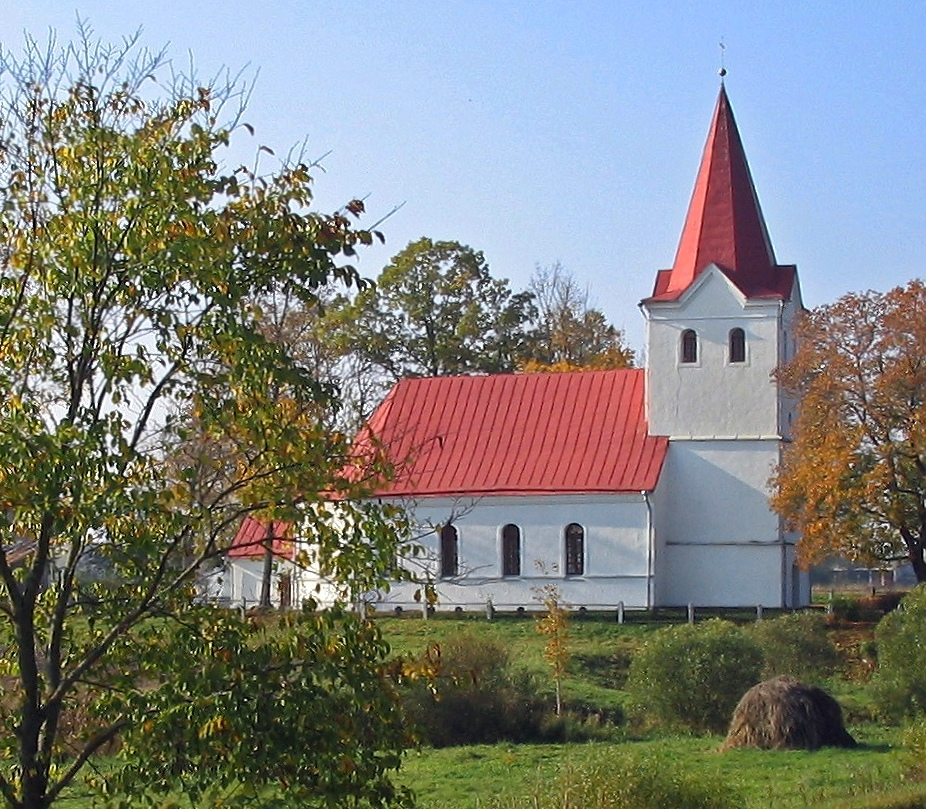
A sēlijai Laši evangélikus temploma

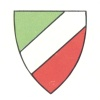
A szelén címer

A Sēlija, köznyelven Augšzeme (magyarul: Felföld) Lettország déli részén a szeléneknek vagy másképpen szelonoknak a szállásterülete volt. Ma a terület közigazgatásilag nem önálló, Zemgale része. Sēlija a Daugava bal partján elterülő terület. Ide tartoznak a következő nagyobb városok: Daugavpils, Jēkabpils és Aizkraukle. Jēkabpils a terület nem hivatalos székvárosa.
A szelének, ősi balti törzsek a mai Litvánia területén is éltek. 1180 után a Kardtestvérek a szeléneket, a kurokkal, livekkel, és zemgallokkal egy időben a katolikus hitre térítette és elfoglalta a területet. Sēlija lakossága, a vele határos Zemgaléhoz hasonlóan, miután a Német lovagrend utolsó nagymestere Gotthard Kettler szekularizálta a rendet és beolvasztotta az evangélikus egyházba, áttért az evangélikus hitre.
Napjainkban Sēlija területén hagyományőrző mozgalom és hagyományőrző egyesületek igyekeznek megőrizni a szelének kulturális hagyományait.